# The Pirates of Penzance

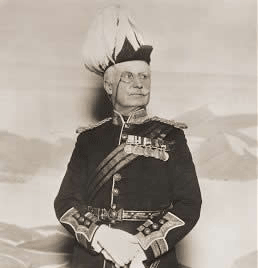
L'actor Henry Lytton en el paper de General Stanley el 1919. La cançó del general, amb totes les ritmes en esdrúixola, és de les més conegudes de l'obra.

The Pirates of Penzance, or The Slave of Duty (Els pirates de Penzance, o l'esclau del deure), és una opereta còmica en dos actes escrita per W. S. Gilbert amb música d'Arthur Sullivan. Va ser estrenada a Nova York el 31 de desembre de 1879 i des del primer moment va ser un èxit de crítica i públic. Encara avui gaudeix de popularitat i és de les operetes de Gilbert i Sullivan més conegudes, juntament amb The Mikado i H.M.S. Pinafore.
La trama tracta de Frederic, que després de fer 21 anys acaba el seu contracte d'aprenentatge en una banda de pirates. Decidit a portar una vida recta, abandona el grup i s'enamora de Mabel, la filla del general major Stanley. Juntament amb el general inicia els preparatius d'una campanya contra els pirates fins que descobreix que, havent nascut un 29 de febrer en un any de traspàs, tècnicament encara no ha arribat al seu "21è aniversari" i haurà de servir els pirates durant 63 anys més.
L'obra va ser estrenada en català l'any 1997 en una versió lliure produïda per Dagoll Dagom titulada "Els Pirates", adaptada per Xavier Bru de Sala, que traslladava els fets a la Costa Brava i presentava un final diferent.
L'any 2014 es va estrenar a Sabadell "Els Pirates del Sol", una traducció fidel a l'original produïda pel Teatre del Sol., amb adaptació del text a càrrec d'Irene Garrido, adaptació musical de Guillem Galofré, i dirigida per Ramon Ribalta que es va representar al llarg de dues temporades amb un total de 83 representacions.